# Ottokar Kernstock

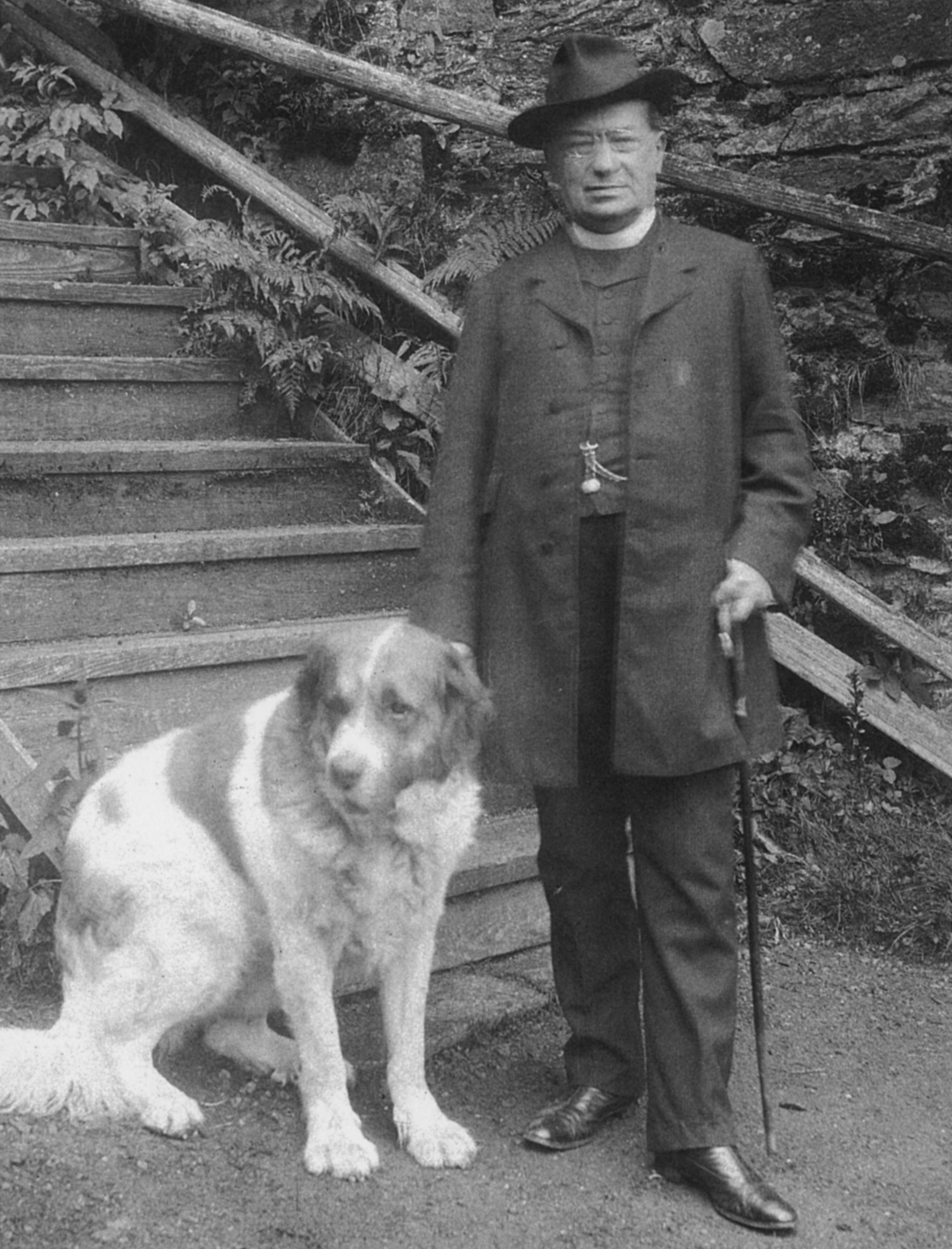
Ottokar Kernstock, 1914

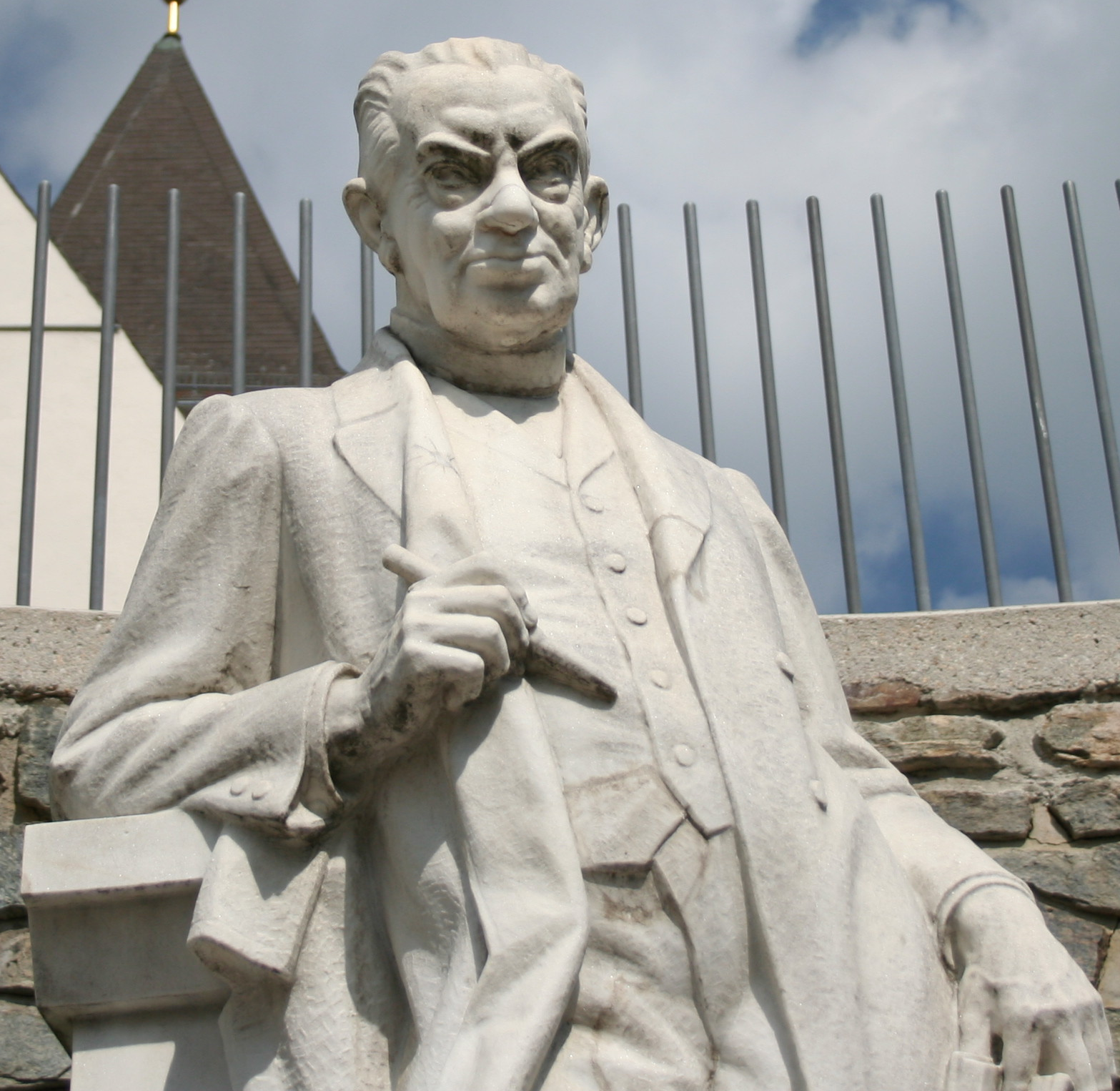
Statue von Ottokar Kernstock im Ortskern von Vorau

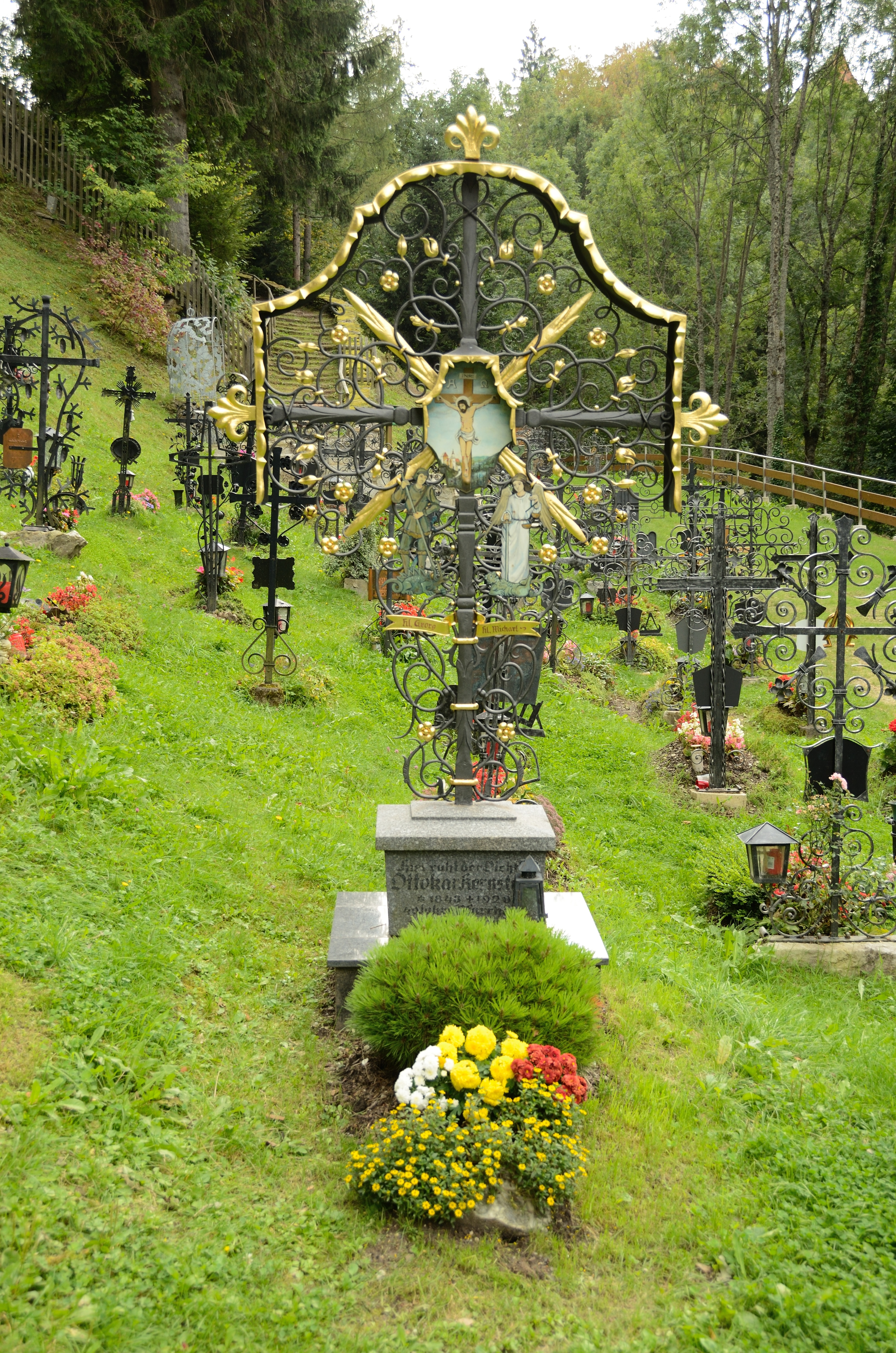
Kernstocks Grab mit dem aus 1929 stammenden Grabmal, Bergfriedhof Schloss Festenburg

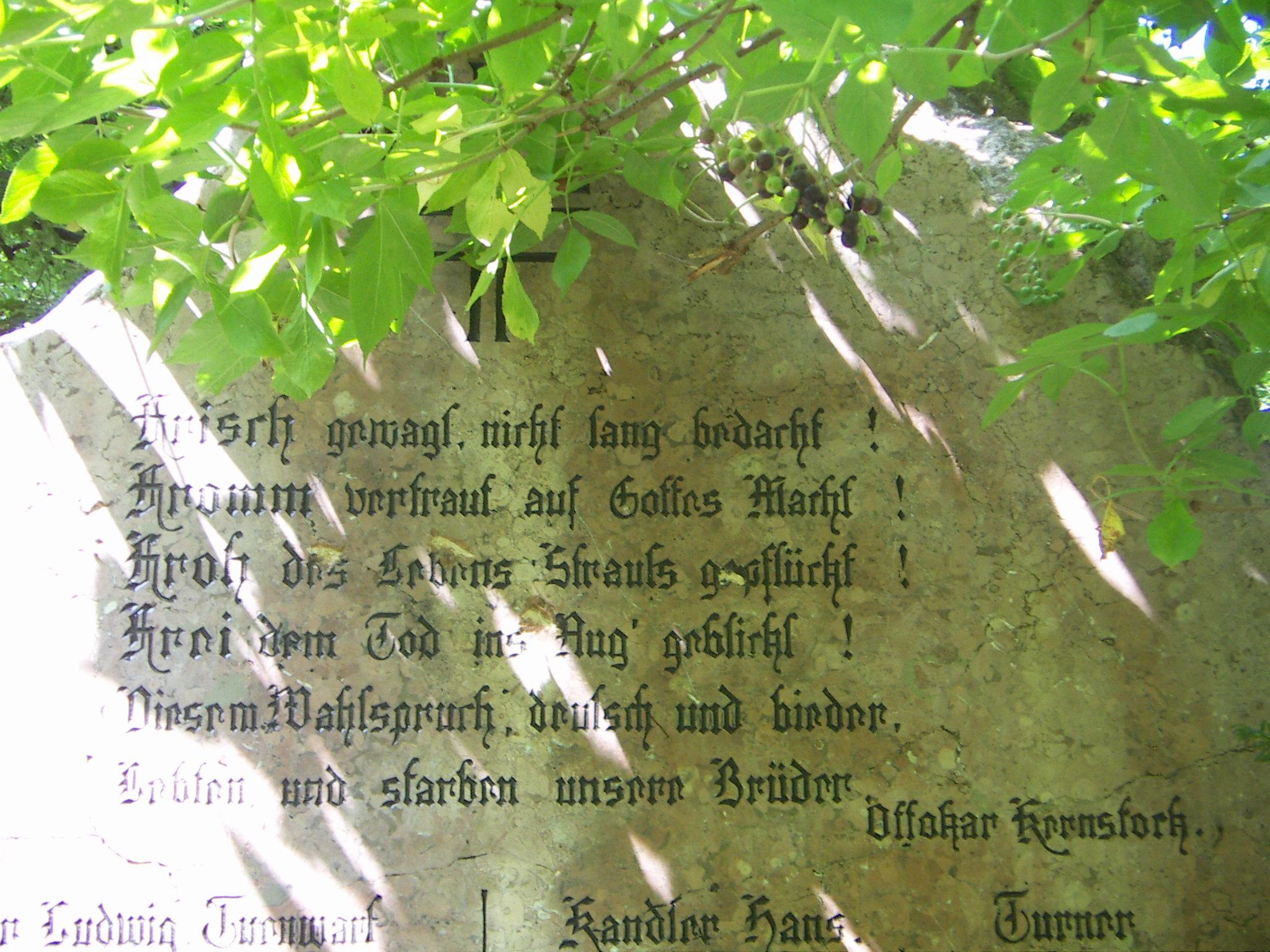
Kriegerdenkmal 1920 in Hernals

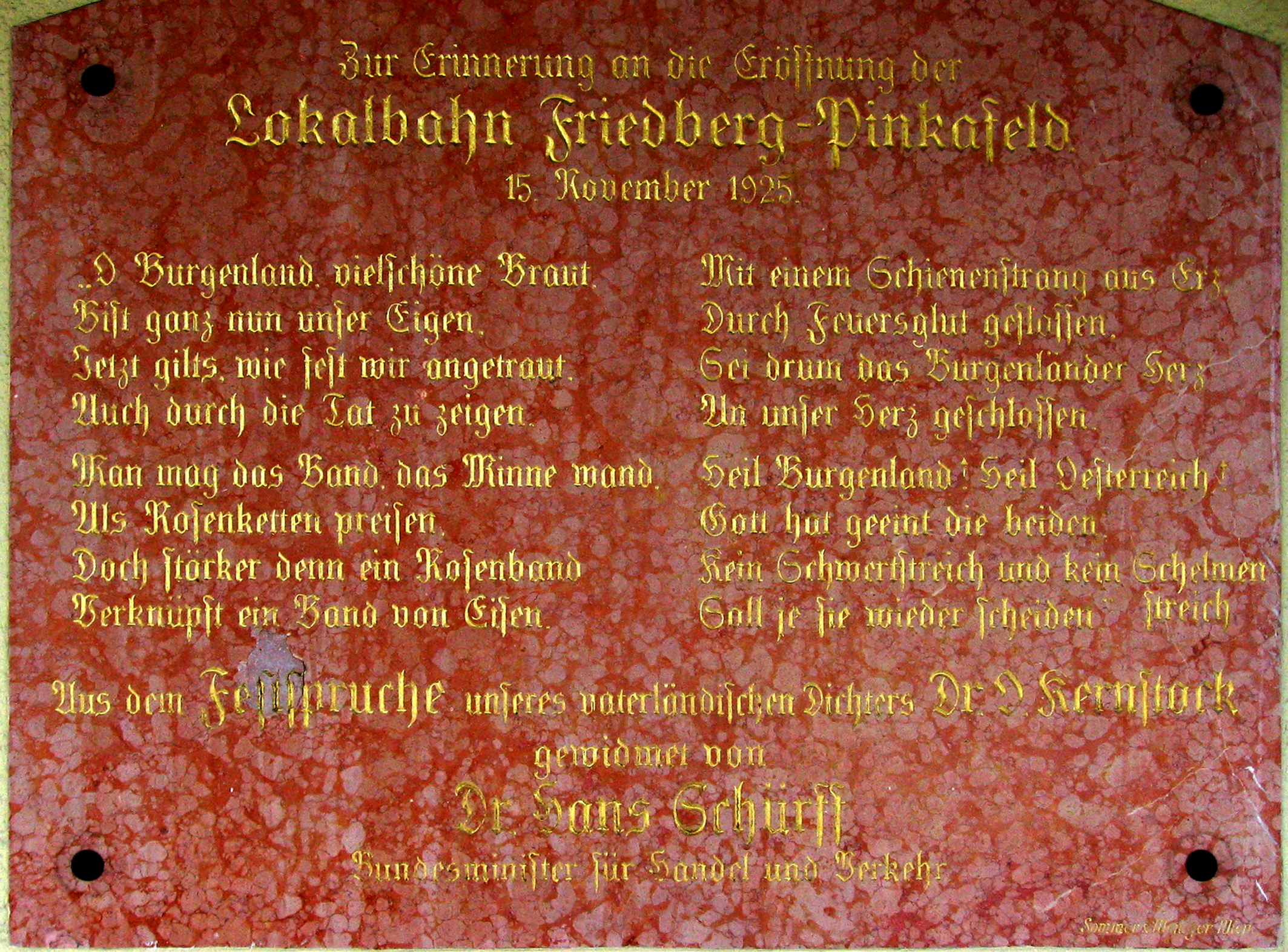
Gedenktafel zur Eröffnung der Bahnlinie nach Pinkafeld im Bahnhof Friedberg, mit von Ottokar Kernstock verfasstem Gedicht, gewidmet von Hans Schürff

Ottokar Kernstock, eigentlich Otto Kernstock (* 25. Juli 1848 in Marburg an der Drau, Steiermark, Österreich-Ungarn, heute Slowenien; † 5. November 1928 auf Schloss Festenburg, Steiermark) war ein österreichischer Dichter, Priester und Augustiner-Chorherr.

## Leben
Otto Kernstock wurde in Marburg an der Drau, der Heimatstadt seiner Mutter, geboren, wo er mit seinen zwei jüngeren Geschwistern seine ersten Lebensjahre verbrachte. Sein Vater stammte aus Prachatitz im Böhmerwald. 1855 übersiedelte die Familie, da Kernstocks Vater als k.‑k. Finanzbeamter nach Graz versetzt wurde. Nach seiner Matura an der k.‑k. Realschule (heute Akademisches Gymnasium) in Graz studierte er zunächst Rechtswissenschaften und wurde Mitglied der Akademischen Sängerschaft „Gothia“.
1867 trat er in das Chorherrenstift Vorau ein, wo er den Ordensnamen Ottokar erhielt. 1871 empfing er die Priesterweihe. Kernstock war zunächst Archivar und Bibliothekar des Stiftes und wirkte ab 1873 als Kaplan in Waldbach, Sankt Lorenzen am Wechsel und Dechantskirchen. Von 1889 bis zu seinem Lebensende war er Pfarrer von Festenburg in der Oststeiermark. Im Schloss Festenburg ist heute ein Kernstock-Museum eingerichtet.
Ende September 1916 wurde er zum Dozenten für Dichtung und Rhetorik an der Lehrerakademie des Wiener Pädagogiums berufen. Am 14. Dezember 1916 hielt er „[g]leichsam als Antrittsvorlesung […] im Sitzungsaal des niederösterreichischen Landtages einen fesselnden Vortrag über österreichische Kriegslyrik“. Karl Kraus kritisierte dies in seiner Zeitschrift Die Fackel heftig. Im Jahre 1918 kehrte Kernstock wieder nach Festenburg zurück.
1923 verfasste Kernstock das Hakenkreuzlied, ein nationalsozialistisches Propagandalied, sagte aber, selbst „kein Hakenkreuzler“ zu sein.
Für den 28. Oktober 1928 war in Wien eine Ottokar-Kernstock-Ehrung anlässlich des 80. Geburtstags des Priesterdichters geplant, welcher der Jubilar persönlich beiwohnen sollte. Ob er die Reise angetreten hat, ist unklar. Der noch wenige Monate zuvor rüstig erscheinende greise Dichter erlag am 5. November 1928 um 10.30 Uhr „dem jähen Ansturm einer gefährlichen Krankheit“. Im Sterbebuch von Festenburg wurden als Todesart eine Lungenentzündung und eine Gehirnerweichung sowie ein Lungenödem angeführt.
Zur Beisetzung am 7. November 1928 erschienen u. a. Anton Rintelen (Landeshauptmann der Steiermark), der Dekan der theologischen Fakultät der Universität Wien sowie der Prorektor der Grazer Universität.
Ottokar Kernstocks Grab befindet sich auf dem Bergfriedhof unterhalb von Schloss Festenburg. Das Grabmal, von einem Kernstock-Grabmal-Ausschuß initiiert, wurde 1929 von den steirischen Architekten Rudolf Hofer (1894–1956) sowie Hans Hönel (1884–1964) geschaffen.

## Künstlerisches Schaffen
Von 1875 an veröffentlichte Kernstock historische und belletristische Werke. Seine Gedichte erschienen ab 1878 in der Münchner Zeitschrift Fliegende Blätter. Nachdem er 1889 sein Amt als Pfarrer in Festenburg angetreten hatte, begann er Lyrik in der Tradition der Spätromantik zu verfassen.
Im Sinn des Volkstumskampfs, den aktive Exponenten der Deutschnationalen im Herzogtum Steiermark gegen das Slawentum (zu dem die in der Untersteiermark lebende slowenische Minderheit gehörte) führen zu müssen glaubten, schrieb er über die Herkunft seiner Eltern:
Im Böhmerwald, bewehrt mit Wall und Toren,

In dem mein lieber Vater ward geboren.

Deutsch war der Mann, kerndeutsch sein Heimatland,

Eh’ Slawenlist es Stück für Stück entwandt!
Seine deutschnationale Gesinnung zeigen unter anderem Gedichte wie Civis Germanus sum! oder Ein Fund. In Die deutsche Eiche formulierte er:
Slawenlinden steh’n in dichten

Reih’n mit Pinien welscher Art

Und mit Böhmerwalder Fichten

Dort freundnachbarlich gepaart.

Aber mitten im Bereiche

Dieser grünen Herrlichkeit

Ragt die deutsche Donnereiche

Wie ein Held der Hünenzeit.
An anderer Stelle dichtete er:
Bleib, edles Wien, der Himmel walt’s,

Des Deutschtums Zitadelle!
Anlässlich der Abtrennung der Untersteiermark von der Steiermark nach dem Ersten Weltkrieg ohne Volksabstimmung sprach er Gemeinsamkeiten von Deutschen und Wenden (Slawen) an:
Aber das Große, das Deutsche und Wenden

einmal geschaffen mit rüstigen Händen,

heimatbegeistert und brüderlich,

kann kein Wandel der Zeiten zerbrechen.

Dankbar wollen wir’s künden und sprechen:

Steirischer Süden, Gott segne Dich!
Für Peter Roseggers Geburtshaus dichtete er folgende Verse:
Zieh’, Wand’rer, den Hut und bleib andächtig stehn!

Denn hier ist voreinst ein Mirakel geschehn.

Im achtzehnhundertundvierzigsten Jahr

und darnach im dritten, im Heumond, gebar,

von Fichten umrauscht und vom Almenwind,

eine sterbliche Mutter ein unsterblich Kind.

Hier ist Rosegger zur Welt gekommen.

Alle die wahrhaft der Menschheit frommen,

ihre Edelsten, Größten und Besten

kommen aus Hütten, nicht aus Palästen.
Einer breiteren Öffentlichkeit wurde er 1901 mit dem Gedichtband Aus dem Zwingergärtlein bekannt und erreichte so bald ähnliche Popularität wie sein Freund, der Schriftsteller Peter Rosegger. Seine Religiosität brachte er beispielsweise im Gedicht Zwei Kreuze, seine Heimatverbundenheit im Wechselgau zum Ausdruck.
Wechselgau, auf deinen Lehnen reifen karge Ernten bloß,

Zugeteilt ward deinen Söhnen nur ein dürftiges Erdenlos.

Schmale Kost, ein Kleid von Loden, harte Arbeit immerzu –

Wechselgau, Waldheimatboden, o wie arm, wie arm bist du!

Doch so mancher, der vom bösen Weltgift elend ward und krank,

Ist auf immerdar genesen wenn er deine Quellen trank.

Mancher Bettler ward hier König; denn im Waldesfrieden lehrt

Ihn ein fröhlich Volk, wie wenig Glück zum Glücklichsein gehört.

Nicht mit allen Reichskleinoden tauscht er deine Bergesruh’ …

Wechselgau, Waldheimatboden, o wie reich, wie reich bist du!
Während des Ersten Weltkriegs trat er 1916 im zusammen mit Peter Rosegger verfassten Gedichtband Steirischer Waffensegen mit chauvinistisch-blutrünstiger Kriegslyrik, wie sie in Kriegszeiten nicht selten war, hervor. Im Jahre 1916 wurde Ottokar Kernstock „von einem hohen Kommando der Südwestfront eingeladen“, weil man „dem Dichter der ‚Schwertlilien aus dem Zwingergärtlein‘ persönlich danken“ wollte.
Diese Verse wurden von Karl Kraus in seinem Werk "Die letzten Tage der Menschheit" wörtlich zitiert (3. Akt 32. Szene).
Steirische Holzer holzt mir gut

mit Büchsenkolben die Serbenbrut!

Steirische Jäger trefft mir glatt

Den russischen Zottelbären aufs Blatt!

Steirische Winzer presst mir fein

Aus Welschlandfrüchten blutroten Wein!
Am 1. August 1915 wurden auf „Anregung des Statthalters der Steiermark, Grafen Manfred Clary-Aldringen, […] Kriegsbecher zu Fürsorgezwecken in Verkehr gebracht“. Diese Offiziellen Kriegsbecher 1914/1915 wurden unter dem Protektorat der Erzherzogin Zita herausgegeben und waren mit von Ottokar Kernstock verfassten Umsprüchen versehen. Diese lauteten für die gläserne bzw. die eiserne Ausführung:
Klar wie dies Glas ist unser Recht!

Weh' dem, der es zerbrechen möcht'!
Den eisernen Becher, den vollen, weiht

Den eisernen Helden der eisernen Zeit!
1920 schrieb Kernstock zur Melodie der Kaiserhymne einen als Deutschösterreichische Volkshymne betitelten Text (enthalten im Gedichtband Der redende Born, 1922). Per Ministerratsbeschluss der konservativen Bundesregierung Schober III wurden Text und Melodie als Sei gesegnet ohne Ende am 13. Dezember 1929 zur Bundeshymne erklärt und blieben sie auch während des austrofaschistischen Ständestaates bis 1938.
Im Jahr 1923 verfasste er das Hakenkreuzlied für die Fürstenfelder Ortsgruppe der Deutschen Nationalsozialistischen Arbeiterpartei (DNSAP). Das Lied wurde im Wahlkampf in den sudetendeutschen Gebieten der Tschechoslowakei eingesetzt und löste Proteste der Christlich-Sozialen Partei und der katholischen Kirche aus. Kernstock verwahrte sich dagegen, ein „Hakenkreuzler“ zu sein, und verteidigte sich damit, dass er ein Gedicht geschrieben habe, „das den idealen Zielen galt, die ursprünglich den Hakenkreuzlern vorschwebten und mit denen sich jeder brave Deutsche einverstanden erklären musste“.

## Nachwirken
Als chauvinistisch-blutrünstiger Lyriker erscheint er, mit Originalzitaten seiner Kriegsgedichte, in Karl Kraus’ Drama Die letzten Tage der Menschheit.

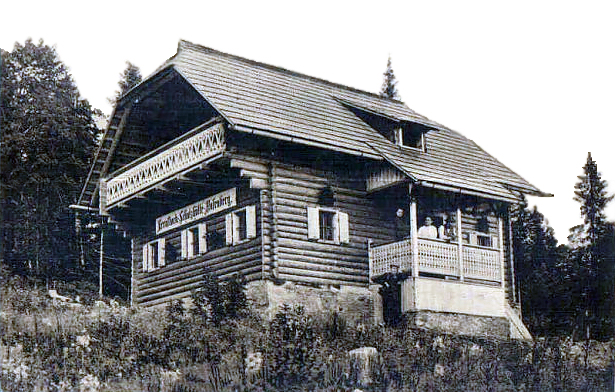
Kernstock-Schutzhütte Masenberg (1914), am 30. Juli 1911 eröffnet und von Kernstock eingeweiht; nach einem Brand 1950 neu errichtet und seit 2008 Hildegard-von-Bingen-Naturhaus

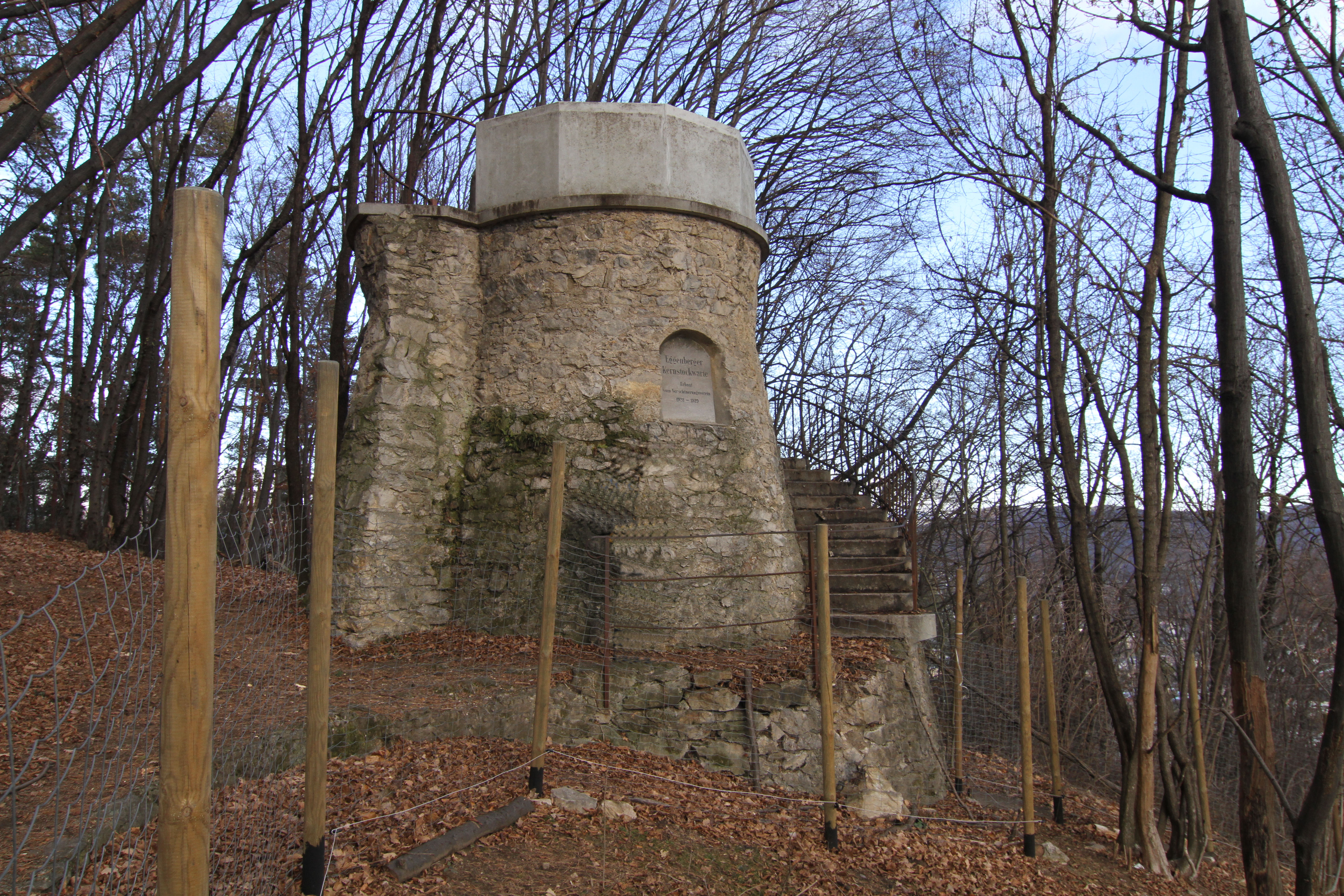
Kernstockwarte, Graz, errichtet 1928/29

In Österreich wurden nach seinem Tod zahlreiche Straßen und Plätze nach Kernstock benannt. Nach dem „Anschluss“ 1938 wurde vor allem das Hakenkreuzlied von den Nationalsozialisten zur Propaganda verwendet. Nach 1945 geriet er zunehmend in Vergessenheit. Teilweise wurde die Benennung von Straßen und Plätzen – oft erst nach längeren Debatten – rückgängig gemacht. So wurde 1992 in Wien-Ottakring der Kernstockplatz in Familienplatz, 1993 die Ottokar-Kernstock-Straße in Wien-Penzing in Jägerstätterstraße umbenannt.
Die zentrumsnahe Kernstockgasse in Graz, Bezirk Gries, benannt 1935, wurde in einer Kunstaktion im April 2014 als Kurt-Cobain-Gasse ausgeschildert und mit einer Gedenktafel für den Musiker versehen, der 1989 unweit davon spielte und 20 Jahre zuvor – 1994 – starb. Nach einem Gemeinderatsbeschluss aus 2014 arbeitete eine Straßennamenkommission unter Historiker Stefan Karner und klassifizierte die Kernstockgasse im März 2018 als eine von 20 „höchst bedenklichen“ Benennungen. Die schwarz-blaue Rathauskoalition erklärte im Feber 2019, die betreffenden Straßen nicht umzubenennen, jedoch erläuternde Zusatztafeln zu montieren und weitergehende Informationen anzubieten. 2022 wurde schließlich nach geänderten politischen Mehrheiten entschieden, die Kernstock-Gasse neu nach Maria Stromberger zu benennen; sie war eine Grazer Widerstandskämpferin.
An einem Haus in Wien-Hietzing (13. Gemeindebezirk), Münichreiterstraße 9, war bis in die 1980er Jahre zu lesen: In diesem deutschen Haus wohnte einst der deutsche Dichter Ottokar Kernstock. Die Gedenktafel wurde später vom Hausinhaber entfernt.
Am 24. Mai 1914 wurde im Beisein von Kernstock sowie Hans Wagner-Schönkirch im Hotel Neue Welt, Gloggnitz, ein Kernstockstüberl eröffnet, das bis heute besteht (Hotel Loibl).
Ottokar Kernstock führte die Bezeichnung Wechselgau für den Raum zwischen Hartberg und dem Wechsel ein. Der Begriff hat sich zwar nicht durchgesetzt (vermutlich zur Distanzierung zu den Reichsgauen des nationalsozialistischen Deutschlands), lebt jedoch im Namen der regionalen Genossenschaft Lagerhaus Wechselgau reg. GenmbH der RWA Raiffeisen Ware Austria weiter, welche aus der 1929 von 130 Bauern gegründeten Molkerei Wechselgau hervorging.
In der Zeit internationaler Rassismus-Proteste wurde Mitte Juni 2020 in Hartberg ein Kernstock-Denkmal beschmiert. 
Am 22. Juni 2020 erkannte Kernstocks Geburtsstadt Marburg die ihm 1909 verliehene Ehrenbürgerschaft ab. Der Stadtrat stimmte mehrheitlich für die Initiative, die 2019 von Stadtrat Igor Jurišič (Jugendpartei – Europäische Grüne) ausging. Als besonders anti-slowenisch gilt aus Sicht der Stadt folgender Vers des Dichters:
Lasst die wilden Slawenheere nimmermehr durch Marburgs Tor,
lieber rauchgeschwärzte Trümmer als ein windisch Maribor.

## Auszeichnungen und Ehrungen
- 10. Dezember 1907 Ritterkreuz des Franz-Joseph-Ordens.[24]
- November 1916 Offiziersehrenkreuz des Roten Kreuzes.[25]
- Juli 1919 Ehrendoktor der Universität Graz.[26]
- 1920 Mejstrik-Preis (zusammen mit Rainer Maria Rilke).[27]
- Die Alpenvereinshütte Ottokar-Kernstock-Haus ist nach ihm benannt.
- Zahlreiche Straßenbenennungen, einzelne davon rückgängig gemacht; siehe Abschnitt Nachwirken.
- Kernstock war Ehrenbürger von Maribor; am 22. Juni 2020 wurde diese Ehrenbürgerschaft aber aberkannt.[23][28]

## Werke
- Verloren und Wiedergefunden. Märchen, 1894.
- Die wehrhafte Nachtigall. 1900.
- Aus dem Zwingergärtlein. 1901.
- Unter der Linde. 1905.
- Turmschwalben. 1908.
- Aus der Festenburg. 1911.
- Tageweisen. Gedichte. 1912 (Volltext auf projekt-gutenberg.org).
- Schwertlilien aus dem Zwingergärtlein. 1915.
- Peter Rosegger: Steirischer Waffensegen. 1916 (Volltext auf anno.onb.ac.at).
- Der redende Born. 1922.